# Bravo (Fernsehsender)

Das Logo von Bravo

Bravo ist ein US-amerikanischer Kabelsender von NBCUniversal, der im Dezember 1980 auf Sendung gegangen ist. Insgesamt können 88 Millionen Haushalte den Sender empfangen.
War Bravo in den 1980er- und 1990er-Jahren noch ein Sender, der vor allem Kunst, Drama- und Independent-Filme zeigte, wurde er ab dem neuen Jahrtausend ein Jugend-fokussierter Sender mit Reality-Shows, Boulevardsendungen, Styling-Shows etc. Es werden heute noch Filme gezeigt, neben Wiederholungen des Muttersenders NBC produziert Bravo eigene Sendungen wie The Real Housewives of… oder Inside the Actors Studio, hier als Ungeschminkt auf 3sat gelaufen.

## Hintergrund
Bravo ging als werbefreier Bezahlfernsehsender am 1. Dezember 1980 auf Sendung und gehörte damals dem Unternehmen Cablevision. Der Sender verstand sich damals als erster Sender, der auf Filme und darstellende Künste spezialisiert war. 1981 hatte Bravo 48.000 Abonnenten, vier Jahre später über 350.000. Bravo zeigte ausschließlich ältere Filme sowie Independentfilme und Filme aus dem Ausland. Für darstellende Künste war die Sendung Jazz Counterpoint verantwortlich.
Mitte der 1980er wurde Bravo zu einem normalen Kabelsender und zeigte ab 1998 Werbeblock. 1999 kaufte MGM den Sender, ab 2002 gehörte der Sender NBCUniversal.
Die Verwandlung Bravos zum Jugendsender begann 2003, als der Sender Queer Guy zeigte, 3,5 Millionen Menschen schauten zu. Inzwischen besteht das Programm zu einem großen Teil aus Reality-Shows. Bravo ist laut einer Studie die am meisten wiedererkennbare Marke unter Homosexuellen. Die Zielgruppe von Bravo beschränkt sich auf 18- bis 54-Jährige.

## Programm

### Derzeitiges Programm
- Chef Roblé & Co.
- Inside the Actors Studio, hier als Ungeschminkt auf 3sat gelaufen.
- The Real Housewives of Atlanta
- The Real Housewives of Potomac
- Married to Medicine
- Below Deck
- The Real Housewives of Beverly Hills
- The Real Housewives of New York City
- The Real Housewives of New Jersey
- Top Chef
- Work of Art
- Girlfriends’ Guide to Divorce

### Früheres Programm
- Chef Academy
- Imposters
- Millionare Matchmaker
- Odd Mom Out
- Platinum Hit
- Tabatha's Salon Takeover
- The Rachel Zoe Project
- The Real Housewives of Miami